# Hybomitra pavlovskii
Hybomitra pavlovskii är en tvåvingeart som först beskrevs av Olsufjev 1936.  Hybomitra pavlovskii ingår i släktet Hybomitra och familjen bromsar. Inga underarter finns listade i Catalogue of Life.